# Diablo Swing Orchestra
I Diablo Swing Orchestra (noti anche con l'abbreviazione D:S:O) sono un gruppo musicale avant-garde metal svedese formato nel 2003 e composto da due chitarristi (uno dei quali, Daniel Håkansson, si occupa anche delle parti canore maschili), un bassista, un violoncellista, un batterista ed una cantante lirica soprano.

## Storia del gruppo
Il gruppo ha fornito sul proprio sito ufficiale una spiegazione sul nome -e sulle origini mitiche- della band, facendo riferimento ad un'omonima orchestra svedese condannata per la sua musica accattivante e peccaminosa ai tempi dell'Inquisizione.
La band registrò nel 2003 un EP intitolato Borderline Hymns in seguito al quale ottenne un contratto con l'etichetta Guillotine Grooves che le permise di pubblicare, nel 2006, il primo full-length album, The Butcher's Ballroom, immediatamente apprezzato, per le sue originali sonorità e per i suoi variegati arrangiamenti orchestrali, negli ambienti metal di gusto più vicino al symphonic (di cui l'avant-garde non è che un ramo).
Nello stesso anno i Diablo Swing Orchestra hanno ricevuto il "The Biggest Surprise Award" agli annuali Metal Storm Awards.
Nel settembre 2009 il gruppo pubblica il secondo album Sing Along Songs for the Damned & Delirious, prodotto da Roberto Laghi (In Flames).
Nel gennaio 2010 viene annunciato l'addio al gruppo da parte del batterista Andreas Halvardsson, sostituito da Petter Karlsson, già membro dei Therion. Tuttavia Karlsson lascerà il gruppo dopo aver contribuito ad un solo album in studio.
Annunciato già nell'ottobre 2011, il terzo disco Pandora's Piñata esce nel maggio 2012. Per le registrazioni di questo disco il gruppo, nell'occasione un ottetto, si avvale nuovamente della collaborazione in produzione di Roberto Laghi.
Nell'agosto 2014 la vocalist AnnLouice Lögdlund lascia il gruppo e viene sostituita con Kristin Evegård.
Nel dicembre 2017, posticipato di un paio di mesi rispetto al previsto, esce il quarto album in studio Pacifisticuffs. L'album contiene anche il singolo Jigsaw Hustle, uscito nell'ottobre 2014, ed è il primo con la cantante e pianista Kristin Evegård e con il batterista Johan Norbäck.

## Formazione
Attuale
- Daniel Håkansson – chitarra, voce maschile (2003-presente)
- Pontus Mantefors – chitarra, sintetizzatore, effetti sonori (2003-presente)
- Kristin Evegård – voce femminile, pianoforte (2014-presente)
- Ander "Andy" Johansson – basso (2003-presente)
- Johan Norbäck – batteria (2012-presente)
- Johannes Bergion – violoncello (2003-presente)
- Daniel Hedin – trombone, cori (2011-presente)
- Martin Isaksson – tromba, cori (2011-presente)

Ex-componenti
- Andreas Halvardsson – batteria (2003-2010)
- Petter Karlsson – batteria (2010-2012)
- AnnLouice Loegdlund - voce femminile (2003-2014)

## Discografia
Album in studio
- 2006 – The Butcher's Ballroom
- 2009 – Sing Along Songs for the Damned & Delirious
- 2012 – Pandora's Piñata
- 2017 – Pacifisticuffs
- 2021 – Swagger & Stroll Down the Rabbit Hole

EP
- 2003 – Borderline Hymns